# أوراق نقدية من سلسلة صور سنغافورة
سلسلة الأوراق النقدية "بورتريه" هي المجموعة الرابعة والحالية من الأوراق النقدية التي ستصدر للتداول في سنغافورة. قدمت لأول مرة في 9 سبتمبر 1999 من قبل مجلس مفوضي العملة في سنغافورة (بي سي سي أس) والذي تولت هيئة النقد في سنغافورة (أم أيه أس) دوره منذ ذلك الحين بعد الاندماج.
تتميز هذه السلسلة بصورة يوسف بن إسحاق أول رئيس لسنغافورة. بسط التصميم وقدمت ميزات أمنية جديدة. أصدرت إصدارات البوليمر من هذه السلسلة للتداول العام بواسطةأمأيه أس اعتبارًا من 4 مايو 2004.

## التاريخ
أصدرت سلسلة الصور الشخصية لأول مرة من قبل مجلس مفوضي العملة في سنغافورة (بي سي سي أس) في 9 سبتمبر 1999 للترحيب بالألفية الجديدة صممها الفنان المحلي المهندس سياك لوي. تحتوي السلسلة على إجمالي سبع فئات في التداول العام لم تنقل الفئات بقيمة 1 دولار و500 دولار من سلسلة السفن السابقة. قاموا بالاحتفاظ باللون للفئات التي تصل إلى 50 دولارًا وهو تقليد قاموا بالحفاظ عليه منذ عصر الدولار الملايوي والدولار البريطاني في بورنيو. اعتمد نهج أكثر توحيدًا في جميع فئات الأوراق النقدية مع ميزات مختلفة بشكل ملحوظ عن جميع السلاسل السابقة. على سبيل المثال لم تعد العلامة المائية تحتوي على رمز رأس الأسد. بسبب اعتبارات التصميم اعتبرت علامة الدولار زائدة عن الحاجة ولم تعد مدرجة في هذه السلسلة. بالإضافة إلى ذلك لم تعد شركة طباعة الأوراق النقدية تظهر على أي جزء من الورقة النقدية الشخصية.
في أكتوبر 2002 اندمجت هيئة المقاصة المركزية في سنغافورة مع هيئة النقد في سنغافورة (أم أيه أس) التي تولت مسؤولية إصدار الأوراق النقدية. في 4 مايو 2004 بدأت سلطة النقد السنغافورية في إصدار نسخ بوليمرية من فئة 10$ للتداول العام وأصدر نسخ بوليمرية من فئة 2$ و5$ في وقت لاحق. لا تزال الأوراق النقدية من الفئات الأعلى (50$ و100$ و1000$ و10000$) مطبوعة على الورق. تظل النسخة الورقية من الأوراق النقدية من الفئة الأقل قيد التداول النشط جنبًا إلى جنب مع النسخة البوليمرية مع أن عدد الأوراق النقدية الورقية من فئة 2$ و5$ قد انخفض بشكل كبير منذ إدخال الأوراق النقدية البوليمرية.
في 2 يوليو 2014 أعلنت سلطة النقد في سنغافورة أنها ستتوقف عن طباعة الأوراق النقدية بقيمة 10000$ اعتبارًا من 1 أكتوبر 2014 وذلك للحد من مخاطر غسل الأموال. كما ستتوقف سلطة النقد في سنغافورة عن إنتاج الأوراق النقدية 1000$ اعتبارًا من 1 يناير 2021 فصاعدًا، وهو ما يرجع إلى نفس سبب سحب الأوراق النقدية من فئة 10000$ ولأن الطلب على هذه الأوراق النقدية منخفض باستثناء صيانة الحساب المصرفي (الأوراق النقدية التي عليها طلب مرتفع حاليًا هي أوراق نقدية من 50$ و100$). وقالت سلطة النقد في سنغافورة إن الأوراق النقدية من الفئة الأعلى (أكثر من 100 دولار) ستظل قانونية.

## ميزات الأمان
نقلت ميزات الأمان السابقة في سلسلة السفن إلى سلسلة البورتريه مع دمج ميزات جديدة في الأوراق النقدية. إن أبرز ميزتين أمنيتين هما صورة يوسف بن إسحاق المنقوشة (والتي تحتوي على خطوط دقيقة يصعب على المزورين تقليدها) والكينيجرام (صورة أمنية مطبوعة ثلاثية الأبعاد) وتنص هيئة النقد السنغافورية على أن الأوراق النقدية التي تحتوي على صورة مفقودة أو مشوهة أو/و الكينجرام ليس لها قيمة. تتميز الإصدارات الورقية الصادرة عن بي سي سي أس بشعارها والقيمة الاسمية بينما تتميز الإصدارات الصادرة عن أم أيه أس بشعارها مع الميرليون (مخلوق أسطوري ورمز وطني) والقيمة الاسمية. تحتوي الإصدارات البوليمرية من الأوراق النقدية على كينجرام بدلاً من صورة رمز الأسد السنغافوري مع القيمة الاسمية والتي تُظهر شعار النبالة في سنغافورة عند إمالتها بدرجات متفاوتة.
تتضمن ميزات الأمان الأخرى الطباعة الحجرية (الخلفية الناتجة تمنع تزوير الكاميرات) وهياكل الخطوط المضادة للنسخ والتسجيل المثالي والطباعة الدقيقة والأرقام التسلسلية غير المتماثلة وخيوط الأمان ذات النوافذ (شرائط رفيعة منسوجة في الورق). تتضمن الإصدارات البوليمرية من الأوراق النقدية نافذتين شفافتين وميزات أمان أخرى تحل محل النسخة الورقية. تظهر العديد من الميزات غير المرئية للعين المجردة عند تعرض كلا النسختين من الورقة النقدية للضوء فوق البنفسجي.

## الأوراق النقدية المتداولة بشكل عام
يظهر على وجه الورقة النقدية صورة أول رئيس لسنغافورة يوسف بن إسحاق ويحتوي الوجه الخلفي على موضوعات ثانوية مرتبطة بحياته. تتميز الخلفية الموجودة على وجه سلسلة البورتريه بوجود نوع مختلف من القواقع البحرية (حلزون البحر الذي كان يستخدم صدفته في كثير من الأحيان كعملة) لكل فئة. وقع الأوراق النقدية من قبل رئيس مجلس إدارة بي سي سي أس ثم رئيس سلطة النقد السنغافورية ومن بين الموقعين وزير المالية السابق ريتشارد هووالوزير الأول (ووزير المالية السابق) لي هسين لونج والوزير الأول السابق جو تشوك تونج والرئيس (نائب رئيس الوزراء ووزير المالية السابق) ثارمان شانموغاراتنام.

### ورقة نقدية بقيمة 2 دولار
يظهر الكاوري النقدي على خلفية الوجه الأمامي للورقة النقدية بقيمة 2. يحمل ظهرها موضوع التعليم ويظهر ثلاثة مبانٍ مدرسة جسر فيكتوريا (المعروفة الآن باسم مدرسة فيكتوريا ) ومبنى مؤسسة رافلز القديمة في طريق براس باساه ومبنى كلية الطب. تلقى يوسف تعليمه الابتدائي في عام 1923 في مدرسة فيكتوريا بريدج وتعليمه الثانوي في مؤسسة رافلز وأصر والده إسحاق بن أحمد على أن يتلقى أبناؤه تعليمهم باللغة الإنجليزية. وكان أيضًا رئيسًا للجامعة الوطنية في سنغافورة بين عامي 1965 و1970.

### ورقة نقدية بقيمة 5 دولارات
يظهر الكاوري ذو الحلقة الذهبية على خلفية الوجه الأمامي للورقة النقدية بقيمة 5. يحمل ظهرها موضوع مدينة الحدائق ويظهر شجرة التيمبوسو التي يبلغ عمرها 200 عام في حدائق سنغافورة النباتية بالإضافة إلى الزهرة الوطنية في سنغافورة فندا ميس جواكيم. كان يوسف بستانيًا شغوفًا بالزراعة وكان يكسب عيشه من زراعة بساتين الفاكهة في جومباك كوالالمبور قبل تعيينه رئيسًا.

### ورقة نقدية بقيمة 10 دولارات
يظهر الكاوري المتجول على خلفية الورقة النقدية بقيمة 10 وهو الكاوري الأكثر شيوعًا في سنغافورة. يحمل الوجه الخلفي للعملة موضوع الرياضة ويظهر الرياضيين وهم يلعبون كرة الريشة وكرة القدم والإبحار والركض والسباحة. كان يوسف رياضيًا نشطًا في أيام دراسته الثانوية وفاز بلقب الملاكمة الوطني وبطولة رفع الأثقال خفيفة الوزن. كانت الورقة النقدية بقيمة 10 هي الفئة الأولى في السلسلة المطبوعة بالبوليمر. أصدر 10 ملايين ورقة نقدية لأول مرة للعامة كمحاولة وكانت الأولى في سنغافورة التي صرفت بنجاح من أجهزة الصراف الآلي (ايه تي أم أس) واستخدامها في الدفع باستخدام الآلات. وبعد نجاح التجربة قررت الهيئة إصدار نسخ بوليمرية من 2 و 5 و 10 للتداول.

### ورقة نقدية بقيمة 50 دولارًا
يظهر المحار الأسطواني على خلفية الوجه الأمامي للورقة النقدية 50. يحمل الوجه الخلفي للعملة موضوع الفنون ويتضمن لوحتين وأربع آلات موسيقية. تمثل البيبا والكومبانج والفيينا والكمان الآلات الموسيقية للثقافات المختلفة في سنغافورة. تشيونج سو بينج (مبتكر لوحة تجفيف الأسماك المملحة) وتشن وين هسي (مبتكر لوحة جيبونز جلب القمر من الماء) هما فنانان ابتكرا نوعًا جديدًا من الفنون الجميلة في سنغافورة أثر على فنانين محليين آخرين حيث تظهر لوحتيهما.

### ورقة نقدية بقيمة 100 دولار
يظهر حيوان السنونو على خلفية الوجه الأمامي للورقة النقدية 100. يحمل ظهرها موضوع الشباب ويظهر ضابط الخدمة الوطنية بسيفه الاحتفالي يقف أمام برج معهد أس أيه أف تي أي العسكري والشباب بالزي الرسمي يمثلون الصليب الأحمر السنغافوري ولواء إسعاف سانت جون وجمعية الكشافة السنغافورية وفيلق الشرطة الوطنية.

### ورقة نقدية بقيمة 1000 دولار
تظهر الكاوري الجميلة على خلفية الوجه الأمامي للورقة النقدية 1000. ويحمل ظهرها موضوع الحكومة الذي يضم مباني الفروع الثلاثة للحكومة : مبنى البرلمان ومبنى المحكمة العليا القديم والإستانا والتي تمثل السلطات التشريعية والقضائية والتنفيذية على التوالي. الإستانة هو المقر الرسمي للرئيس قاموا ببناؤه في عام 1869 والذي كان في البداية مقر الحاكم الاستعماري. ضمن كلمات النشيد الوطني بالكامل كطباعة مجهرية وهي ميزة فريدة للورقة النقدية 1000.

### ورقة نقدية بقيمة 10000 دولار
يظهر الكاوري المصنوع من العقيق على خلفية الوجه الأمامي للورقة النقدية 10000. يحمل الوجه الخلفي للعملة موضوع الاقتصاد الذي يظهر سنغافورة كاقتصاد قائم على المعرفة - التكنولوجيا الحيوية والبحث والتطوير ورقاقة السيليكون.

كانت واحدة من أعلى الأوراق النقدية قيمة في العالم من حيث القيمة المطلقة (بقيمة تقريبية تبلغ 7250 دولارًا أمريكيًا اعتبارًا من يوليو 2022) والتي كانت متداولة للعامة.

## الأوراق النقدية التذكارية

### ورقة نقدية2للألفية
احتفالًا بألفية 2000 تمت طباعة خمسة ملايين ورقة نقدية 2 مع استبدال شعار الألفية 2000 ببادئة الرقم التسلسلي الموجود عادةً في الأوراق النقدية الأخرى المتداولة بوجه عام.

### الأوراق النقدية المطبوعة
أصدرت ثلاثة إصدارات محدودة تذكارية لسلسلة لَوحَة (بما في ذلك الإصدار 20 أدناه). أصدرت 10000 مجموعة من البوليمر 10 مع الطباعة "الإصدار الأول التذكاري من أم أيه أس" مع البادئة أم أيه أس. تم ختم 5000 مجموعة من الأوراق النقدية 50 والتي وقعها رئيس الوزراء لي هسين لونج بطباعة فوقية احتفالًا باندماج بي سي سي أس و أم أيه أس.

### ورقة نقدية بقيمة 20 دولارًا
في 27 يونيو 2007 احتفلت حكومتا سنغافورة وبروناي بالذكرى الأربعين لاتفاقية تبادل العملات (اتفاقية تسمح لمواطني كلا البلدين باستخدام العملة من أي من الدولتين بالتبادل) بإصدار أوراق نقدية تذكارية بقيمة 20 صفراء اللون 149 × 72 ملم في الحجم ومصنوعة من البوليمر. إن وجه الإصدار السنغافوري مشابه لسلسلة بورتريه الحالية في حين أن وجه الإصدار البروناي مشابه لفئة 50 و 100 من سلسلة 2004. الوجهان الخلفيان متطابقان تقريبًا باستثناء أن إصدار بروناي يحمل عنوان ولايته بالخط الجاوي بينما يحمل الإصدار السنغافوري عنوان ولاية بروناي بالخط اللاتيني.
طرحت مجموعة إصدار محدودة للبيع تتكون من كلا الإصدارين في مجلد مع أرقام تسلسلية متطابقة. تحتوي الأوراق النقدية على عبارة "اتفاقية تبادل العملات بمناسبة الذكرى الأربعين" مطبوعة على الجانب الأمامي. بالإضافة إلى ذلك تحتوي النسخة السنغافورية على شعاري البلدين فوق النص التذكاري. لم يكن متاحًا سوى 12000 مجموعة 10000 من سلطة النقد في سنغافورة و2000 من مجلس العملة والنقد في بروناي. وفرت النسخة المتداولة اعتبارًا من 16 يوليو 2007.

### أوراق نقدية من فئة SG50
أصدر خمس أوراق نقدية تذكارية من البوليمر 10 وواحدة 50 اعتبارًا من 20 أغسطس 2015. وهي جزء من احتفالات سنغافورة باليوبيل الذهبي (أس جي50). طبع 20 مليون قطعة من ورقة نقدية تذكارية بقيمة 50 أس جي50 بينما تمت طباعة 15 مليون قطعة من كل ورقة نقدية تذكارية بقيمة 10 أس جي50 بتصميم خاص. كان هناك فائض في العرض من أوراق النقد من فئة أس جي50 وبحلول فبراير 2016 لم تصدر سوى أقل من نصفها فعليًا.

## الملاحظات والمراجع
1. 1 2  Stella Koh (for BCCS) (1999). The Presidential Notes – Field Book: President Yusof bin Ishak and the Portrait Notes. SNP Publishing. ص. 5. ISBN:9789814032520.
2. ↑  "Currency board's merger with MAS takes effect today". ستريتس تايمز. 1 أكتوبر 2002. ص. 19. مؤرشف من الأصل في 2025-06-14. اطلع عليه بتاريخ 2025-06-14 – عبر NewspaperSG.
3. ↑  "Singapore to stop issuing [[:قالب:SGD]] banknote to prevent money laundering". Reuters. 2 يوليو 2014. مؤرشف من الأصل في 2022-08-11. اطلع عليه بتاريخ 2014-11-06. {{استشهاد بخبر}}: تعارض مسار مع وصلة (مساعدة)
4. ↑  "Singapore to stop issuing [[:قالب:SGD]] note to reduce money laundering risk". CNA (بالإنجليزية). Archived from the original on 2021-07-30. Retrieved 2021-04-13. {{استشهاد ويب}}: تعارض مسار مع وصلة (help)
5. ↑  Portrait Series – 2 نسخة محفوظة 7 June 2007 على موقع واي باك مشين., Monetary Authority of Singapore. Retrieved 19 February 2007.
6. ↑  Portrait Series – $5، Monetary Authority of Singapore، 18 مايو 2007، مؤرشف من الأصل في 2008-06-22، اطلع عليه بتاريخ 2010-07-12
7. ↑  Portrait Series – 10 نسخة محفوظة 7 June 2007 على موقع واي باك مشين., Monetary Authority of Singapore. Retrieved 19 February 2008.
8. ↑  Took note of the new plastic 10 bills? Most didn't نسخة محفوظة 28 February 2008 على موقع واي باك مشين., Joann Tan, The Straits Times, 5 May 2004
9. 1 2 3  Portrait Series – 50 نسخة محفوظة 7 June 2007 على موقع واي باك مشين., Monetary Authority of Singapore. Retrieved 19 February 2008.
10. ↑  Portrait Series – 100 نسخة محفوظة 2 January 2012 على موقع واي باك مشين., Monetary Authority of Singapore. Retrieved 19 February 2008.
11. ↑  Portrait Series – 1000 نسخة محفوظة 7 June 2007 على موقع واي باك مشين., Monetary Authority of Singapore. Retrieved 19 February 2008.
12. ↑  Portrait Series – 10000 نسخة محفوظة 7 June 2007 على موقع واي باك مشين., Monetary Authority of Singapore. Retrieved 19 February 2008.
13. ↑  PARITY DEMOCRACY and MONEY: Annual Meetings Paper 11 نسخة محفوظة 20 February 2012 على موقع واي باك مشين., COUNCIL for PARITY DEMOCRACY. Retrieved 19 February 2008.
14. ↑  Monetary Authority of Singapore (27 يونيو 2007). "Commemorating the 40th Anniversary the Currency Interchangeability Agreement". مؤرشف من الأصل في 3 يوليو 2007. اطلع عليه بتاريخ 30 يوليو 2007.
15. ↑  Monetary Authority of Singapore (27 يونيو 2007). "Annex 1, Commemorating the 40th Anniversary the Currency Interchangeability Agreement" (PDF). مؤرشف من الأصل (PDF) في 7 أغسطس 2007. اطلع عليه بتاريخ 30 يوليو 2007.
16. ↑  Monetary Authority of Singapore (27 يونيو 2007). "Annex 1, Commemorating the 40th Anniversary the Currency Interchangeability Agreement" (PDF). مؤرشف من الأصل (PDF) في 7 أغسطس 2007. اطلع عليه بتاريخ 30 يوليو 2007.Monetary Authority of Singapore (27 June 2007). "Annex 1, Commemorating the 40th Anniversary the Currency Interchangeability Agreement" (PDF). Archived from the original (PDF) on 7 August 2007. Retrieved 30 July 2007.
17. ↑  Monetary Authority of Singapore (27 يونيو 2007). "$20 Polymer Note to Commemorate 40 Years of the Currency Interchangeability Agreement". مؤرشف من الأصل في 29 يونيو 2007. اطلع عليه بتاريخ 30 يوليو 2007.
18. ↑  Mohandas، Vimita (18 أغسطس 2015). "For SG50, a new range of S$50 and S$10 notes - with an eye both on past and future". Channel NewsAsia. مؤرشف من الأصل في 2017-02-27. اطلع عليه بتاريخ 2015-08-18.
19. ↑  Lin، Melissa (18 أغسطس 2015). "PM Lee launches a set of commemorative $50 and $10 notes to mark SG50". Straits Times. مؤرشف من الأصل في 2022-05-26. اطلع عليه بتاريخ 2015-08-18.
20. ↑  "SG50 notes: Too much of a good thing?". Business Times. 19 فبراير 2016. مؤرشف من الأصل في 2023-05-31. اطلع عليه بتاريخ 2016-05-02.

## الروابط خارجية
- سلسلة الصور الشخصية